# Echinos, Xanthi
Echinos (în greacă Εχίνος, transliterat: Ehinos, cunoscut anterior și ca Șahin, în bulgară Шахин, în turcă Șahin) este un oraș din Prefectura Xanthi care conform recensământului din 2021 avea o populație de 2.210 locuitori. Este unul dintre satele pomace din Tracia și este considerat centrul economic și spiritual al pomacilor din Grecia.

## Informații generale și istorice
Echinos este situat la poalele versantului vestic al lanțului muntos Rodopi la o altitudine de 310 metri  și la aproximativ 26 km nord-est de orașul Xanthi. Este un centru comercial și agricol al regiunii extinse și dispune de diverse servicii publice, în timp ce locuitorii săi se ocupă în principal de culturile agricole.
Conform tradiției, Echinos a fost construit inițial pe un deal la sud de locația sa actuală, în timp ce așezarea mai nouă este cel mai probabil identificată cu satul Șahin Adası, care este menționat în 1559 ca vacuf în kazaua din Komotini. Conform unui document otoman datând cam din aceeași perioadă, era un sat musulman în care locuiau 41 de familii.
La 14 Mai 1920, Echinos a fost încorporat în Grecia împreună cu restul Traciei. Conform datelor recensământului din 1928, comunitatea avea 1890 de locuitori (1004 bărbați și 886 femei  ). De la mijlocul anilor 1960, dificultățile economice au forțat o parte dintre locuitorii din Echinos să se mute în centrele urbane din Grecia și Germania din motive de trai. În același timp, mai mulți locuitori s-au îndreptat spre Turcia pentru a studia la instituțiile de învățământ superior din această țară.
În trecut Echinos și Myki, au format cel mai mare centru comercial din regiune. În Echinos funcționează una dintre cele două școli teologice musulmane (cealaltă fiind medresa din Komotini), cunoscute sub numele de medrese (în turcă: Șahin Medresesi - medresele din Șahin), în care sunt educați elevi ai minorității musulmane. Seminarul din Echinos a fost fondat în 1903 și, după o întrerupere, a fost redeschis în 1956. Anterior fusese o școală în care erau instruiți imamii, dar astăzi funcționează ca o școală secundară. 
Timp de mulți ani, până în 1996, accesul la Echinos și așezările din jur necesita o permisiune specială din partea poliției sau a autorităților militare, din cauza măsurii „zonelor de supraveghere” care era în vigoare în acea vreme de-a lungul frontierei cu Grecia. Echinos are trei moschei și o singură biserică ortodoxă (Biserica Sfântul Gheorghe). 

## Recensămintele populației
| Recensământ | 1928  | 1940  | 1951  | 1961  | 1971  | 1981  | 1991  | 2001  | 2011  | 2021  |
| ----------- | ----- | ----- | ----- | ----- | ----- | ----- | ----- | ----- | ----- | ----- |
| Populație   | 1.890 | 2.830 | 2.214 | 2.484 | 2.395 | 2.296 | 2.357 | 2.232 | 2.486 | 2.210 |

## Personalități
- Metso Tzemali, fost muftiu de Komotini, născut la 10 martie 1937 în Echinos.[13]